# 林孟學
林孟學（1992年10月14日—）為臺灣男子籃球運動員，場上位置為前鋒，現效力於台灣職業籃球大聯盟新北中信特攻。林孟學畢業於泰山高中、國立體育大學，大學時期的發揮空間曾因陳冠全與楊興治的到來被壓縮，直到陳冠全2014年進入金門酒廠之後獲得更多上場機會，2015年9月在超級籃球聯賽新人選秀會第二輪獲得富邦勇士青睞，2018年1月23日對戰臺灣銀行一役繳出12分、11籃板的成績，在超級籃球聯賽生涯首次達成雙十表現。2024年8月22日，臺北富邦勇士宣布林孟學離隊。9月26日，林孟學加盟台灣職業籃球大聯盟桃園台啤永豐雲豹。12月2日，桃園台啤永豐雲豹將林孟學交易至新北中信特攻，換取現金，林孟學未曾替桃園台啤永豐雲豹出賽過。

## 外部連結
- 林孟學在fiba.basketball（英语）
- 林孟學在P. LEAGUE+官網
- 林孟學在台灣職業籃球大聯盟官網
- 林孟學在Eurobasket.com（球員）（英语）
- 林孟學在Flashscore（英语）